# Джосс Стоун
Джо́селин Ив Сто́кер (англ. Joscelyn Eve Stoker; 11 апреля 1987, Дувр, Кент, Англия), более известная под сценическим псевдонимом Джосс Стоун (Joss Stone) — британская соул/R&B певица, поэтесса и актриса. Она стала известна в конце 2003 года благодаря своему дебютному мультиплатиновому альбому The Soul Sessions, номинировавшийся на премию Mercury Prize. Её второй студийный альбом Mind, Body & Soul также стал мультиплатиновым, возглавлял чарт UK Albums Chart в течение одной недели, а песня этого альбома — «You Had Me» вошла в список лучших десяти хитов и стала самым успешным синглом певицы в Великобритании. Каждый из двух альбомов получил номинацию Грэмми 2005 года, в то время как сама певица вошла в список номинантов на награду «Лучший новый артист». Третий альбом певицы — Introducing Joss Stone был издан в марте 2007 года и получил золотой сертификат от Американской ассоциации звукозаписывающих компаний за продажи, превысившие 500 000 экземпляров в Соединенных Штатах. Четвёртый альбом — Colour Me Free!, выпущенный в октябре 2009 года, достиг 10-й позиции в Billboard 200.
За всю свою творческую карьеру Джосс продала более десяти миллионов альбомов по всему миру, стала обладательницей двух премий Brit Awards и одной — Grammy Award. В конце 2006 года певица дебютировала в фантастическом фильме «Эрагон» в роли ведьмы Анжелы, а в 2009 году дебютировала на телевидении, исполнив роль Анны Клевской в проекте «Тюдоры» американского кабельного канала Showtime.

## Ранние годы
Джослин Ив Стокер родилась 11 апреля 1987 года в больнице Бакленд в Дувре, графство Кент, и провела свои подростковые годы в Эшилле, небольшой деревне недалеко от Калломптона в Девоне. Она третья из четырех детей, родившихся у Венди (урожденной Скиллин) и Ричарда Стокера. Ее отец владеет бизнесом по импорту–экспорту фруктов и орехов; мать работала ее менеджером до октября 2004 года. Стоун впервые выступила на публике в общеобразовательной школе Уффкулме, которую она посещала в Уффкулме, Девон, с кавер-версией песни Джеки Уилсон 1957 года «Reet Petite». У Стоун дислексия, и она бросила школу в возрасте шестнадцати лет, получив три аттестата зрелости.

## Музыкальная карьера

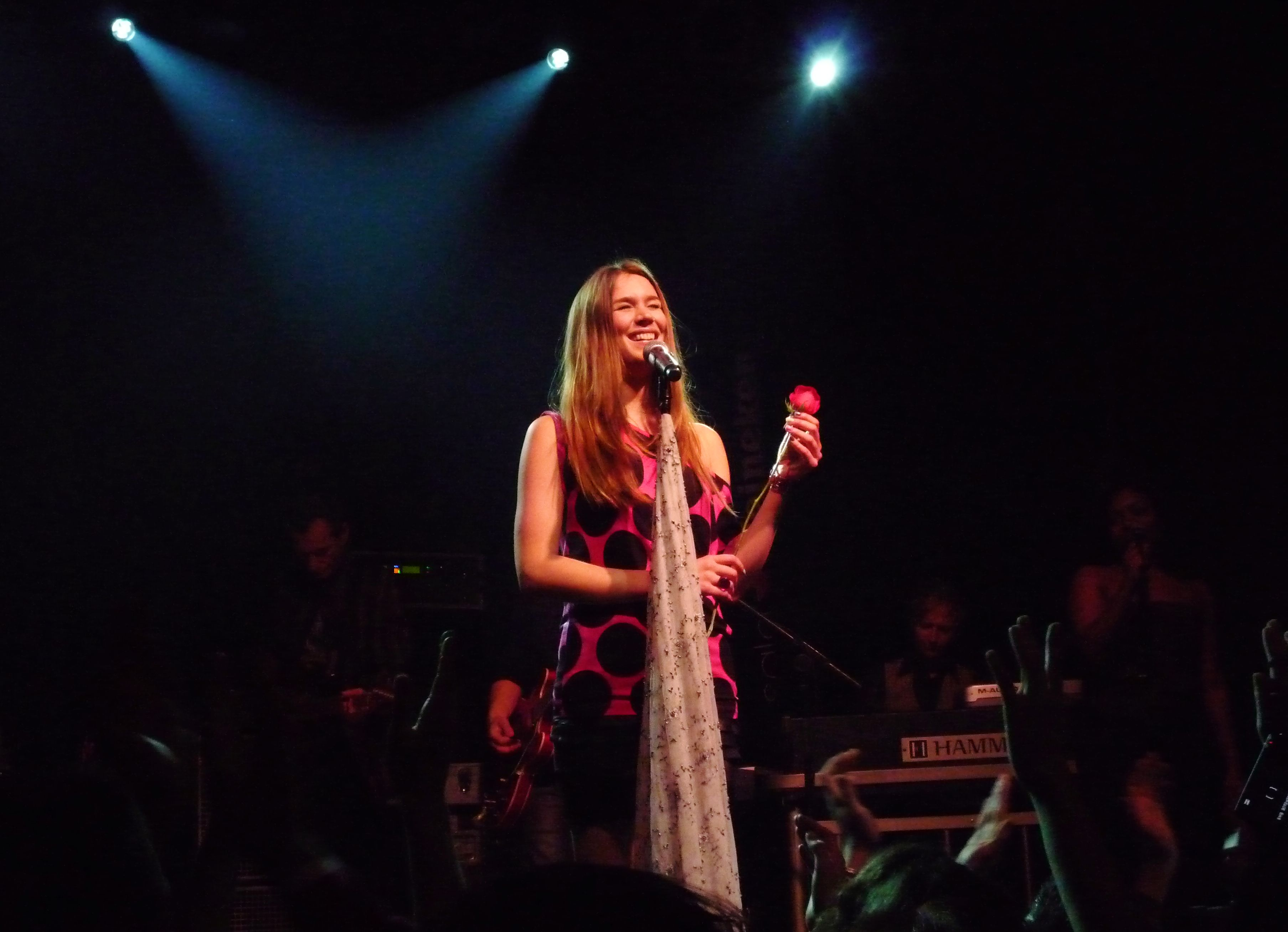

В 2001 году в возрасте четырнадцати лет Стоун прошла кастинг для проекта компании BBC Television — музыкального телешоу Star for a Night в Лондоне, исполнив песню Ареты Франклин — «(You Make Me Feel Like) A Natural Woman» и песню Уитни Хьюстон — «It’s Not Right but It’s Okay». После успешного прослушивания, Джосс спела песню Донны Саммер — «On the Radio» для телепередачи, которую она в конечном счете выиграла. Певица также выступила на благотворительном концерте, где привлекла внимание Boilerhouse Boys — творческого дуэта британских композиторов и продюсеров Энди Дина и Бена Вулфа, которые связались с основателем и генеральным директором звукозаписывающей компании S-Curve Records Стиви Гринбергом в декабре 2001 года с сообщением о том, что «они только что слышали великолепную певицу, равных которой в стране еще нет».
В начале 2002 года Гринберг вместе со Стоун полетели на прослушивание в Нью-Йорк, где она пела классические соул песни, такие как «(Sittin' On) The Dock of the Bay» певца Отиса Реддинга, «Midnight Train to Georgia» группы Gladys Knight & the Pips, «(You Make Me Feel Like) A Natural Woman» певицы Ареты Франклин; в итоге Гринберг немедленно подписал контракт с начинающей певицей. С тех пор она появлялась на сцене с такими артистами, как Джеймс Браун, Смоки Робинсон, Донна Саммер, Глэдис Найт, Том Джонс, Робби Уильямс, Мелисса Этеридж, Роб Томас, Род Стюарт и группой Blondie. Участвовала в записи альбома Джеффа Бека Emotion & Commotion (2010).
Участница супергруппы «SuperHeavy», организованной Миком Джаггером в 2011 году.

### The Soul Sessions(2003)
После подписания контракта с лейблом S-Curve Records Джосс Стоун вылетела в Майами и Филадельфию, чтобы начать работать над своим дебютным альбомом — The Soul Sessions, который был издан 16 сентября 2003 года. Певица сотрудничала с такими известными соул музыкантами, как Betty Wright, Benny Latimore, Timmy Thomas, Little, Angie Stone и The Roots.
Альбом, состоящий из малоизвестных песен Wright, Franklin, Laura Lee, Bettye Swann и других исполнителей, был издан в конце 2003 года и вошёл в лучшую пятерку альбомов чарта UK Albums Chart Великобритании, а также в лучшие сорок альбомов чарта США — Billboard 200.

### 2019–2022: мировое турнеTotal World Tour
В 2019 году Стоун завершила свое шестилетнее мировое турне. Чтобы выступить во всех странах мира, в марте она нелегально въехала в Сирию, чтобы выступить в Аль-Маликии. Позже в том же месяце она выступила в Туркменистане и Северной Корее. В июле 2019 года Стоун было отказано во въезде в Иран, последнюю остановку в ее турне.
В апреле 2020 года был выпущен сингл Стоун «Lean On Me», песня была исполнена совместно с Беверли Найт, для которой было снято музыкальное видео, демонстрирующее работу помощников Национальной службы здравоохранения.
В августе 2020 года Стоун стала ведущей подкаста A Cuppa Happy.
В феврале 2021 года она победила в шоу «Певец в маске» в костюме сосиски. Стоун дала интервью в прямом эфире «Этим утром», транслировавшееся из ее дома в Нашвилле, штат Теннесси, 15 февраля 2021 года, чтобы обсудить свое победное выступление, которое собрало 8,6 миллиона зрителей за выходные в день Святого Валентина. Финал был записан, когда она была на последнем сроке беременности в сентябре 2020 года.
11 ноября 2021 года она выпустила сингл «Never Forget My Love», на который сразу же было снято видео. 30 сентября онa выпустила свой рождественский альбом под названием «Merry Christmas, Love».

### 2023–настоящее время:20 Years of Soul– 20-летний юбилей; новый музыкальный тренд:диско
В 2023 году онa отметилa 20-летие своей яркой музыкальной карьеры. По этому случаю артист отправился в европейское турне, чтобы выступить на нескольких летних фестивалях.
В октябре 2024 года на шоу Эллисон Хагендорф она рассказала, что начала работу над новым альбомом, основанным на идее её дочери, жанром которого станет музыка диско. Выход альбома запланирован на 2025 год. Как онa сказалa: «Я думаю, что соул-музыка — это то, в чем я чувствую себя хорошо, а диско — это на самом деле соул, просто немного более быстрый темп».

## Дискография
- The Soul Sessions (2003)
- Mind Body & Soul (2004)
- Introducing Joss Stone (2007)
- Colour Me Free! (2009)
- LP1 (2011)
- SuperHeavy (2011) - Супергруппа альбом
- The Soul Sessions Vol. 2 (2012)
- Water for Your Soul (2015)
- Project Mama Earth (2017)
- Your Remixes of Water for Your Soul (2019)
- Never Forget My Love (2022)
- Merry Christmas, Love (2022)
- 20 Years of Soul Live in Concert (2023)

## Концертные туры
- Mind, Body & Soul Sessions Tour (2003–05)
- Introducing Joss Stone World Tour (2007–08)
- Colour Me Free! World Tour (2009–11)
- LP1 World Tour (2011–12)
- The Total World Tour (2014–19)
- 20 Years of Soul (2023)
- Ellipsis Tour (2024–2025)
- Less Is More (2025–2026)

## Личная жизнь
В 2004 году Стоун начала встречаться с Бо Дозье, с которым она в соавторстве написала песню „Spoiled“. Дозье — сын продюсера лейбла Motown Ламонта Дозье. Пара прекратила свои отношения в ноябре 2005 года.
В интервью 2016 года Стоун рассказала, что у неё были отношения с музыкальным промоутером Сичаем в течение трёх лет.
Стоун всю жизнь является вегетарианкой и принимала участие в различных кампаниях группы по защите прав животных PETA. У Стоун есть несколько собак из приюта.
14 сентября 2020 года Стоун объявила через Instagram, что беременна первым ребёнком от парня Коди ДаЛуза. 29 января 2021 у пары родилась дочь Вайолет Мелисса. В апреле 2022 года певица вновь сообщила в Instagram, что беременна вторым ребёнком от ДаЛуз. 18 октября 2022 года она родила сына Шеклтона Стокера.
Стоун переехалa в Нашвилл в 2022 году.
В ноябре 2023 года Стоун подтвердила, что они с ДаЛузом женаты.
В декабре 2024 года они с мужем усыновили мальчика по имени Беар. Спустя несколько недель, 19 декабря 2024 года, певица объявила, что беременна в третий раз и ожидает четвёртого ребёнка. В июне 2025 года у пары родилась дочь Налима Роуз.